# Киннаремим
Киннаремим (лат. Kinnareemimus) — род динозавров из инфраотряда орнитомимозавров. Ископаемые остатки найдены в нижнемеловых отложениях Таиланда.
Известен по голотипу PW5A-100, который составляют позвонки, частичные лобковые кости, плюсневые кости и неполная малая берцовая кость. Является самым ранним онитомимозавром. Открытие Kinnareemimus указывает на то, что орнитомимозавры произошли из Азии.